# Skikda
Skikda (arabisch سكيكدة, DMG Sukaikida, Zentralatlas-Tamazight ⵙⴽⵉⴽⴷⴰ Skikda), zu französischer Zeit Philippeville, ist eine Hafenstadt im Nordosten Algeriens an der Bucht von Stora. Sie ist Hauptstadt der Provinz Skikda. Östlich und westlich säumen malerische Buchten die Stadt.

## Geschichte

### Phönizische und römische Zeit
In phönizischer Zeit nannte sich die Stadt Thapsus nach dem nahe gelegenen Fluss, der zwischen den beiden Hügeln Beni-Melek und Skikda ins Meer strömt. Die Geschichte Skikdas ist eng mit der Storas, heute ein Stadtteil Skikdas, verbunden. Stora war schon zu phönizischer Zeit ein wichtiger Handelshafen, welcher der Stadt Cirta, heute Constantine, einen Zugang zum Mittelmeer ermöglichte. Durch Herkunft des Namens Stora aus Astora, Astarte wird der phönizische Ursprung deutlich. Astarte ist eine Gottheit aus dem phönizischen Pantheon. Zu karthagischer oder punischer Zeit (7.–1. Jahrhundert v. Chr.) erweiterte sich der Name zu Thapsus Rusikada. Der Namensbestandteil Rus, phönizisch Rš = „Kap“ deutet auf karthagische Herkunft aus dem sich die heutige Langform des Namens Ras Skikda herleitet.
Nach dem Untergang Karthagos begann die römische Epoche. Die Vielzahl römischer Ruinen und Grabstätten unter anderem auch ein Amphitheater und ein Aquädukt, deuten darauf hin, dass auch in dieser Zeit Rusikada ein bedeutendes Handelszentrum war. Die Stadt wurde 430 n. Chr. von den Vandalen erobert und ins vandalische Reich eingegliedert. Diese Epoche endete mit dem Niedergang des Vandalenreichs 533 n. Chr. Danach geriet die Region unter Kontrolle Ostroms (Byzanz). Ende des 7. Jahrhunderts wurde die Region von den Arabern erobert, islamisiert und schließlich arabisiert. Im 16. Jahrhundert geriet sie unter türkische Herrschaft.

### Neuzeit
1838 wurde Skikda im Zuge der Eroberung und Kolonisation Algeriens von französischen Truppen besetzt. Zuerst erhielt die Stadt den Namen „Fort de France“, einige Jahre später wurde sie umbenannt in „Philippeville“, im Gedenken an den französischen König Louis Philippe. Zu Beginn der 1840er Jahre zählte der Ort rund 3000 europäische Siedler. Die Kolonisation wurde von Philippeville rasch in Richtung Süden über das Wadi Saf-Saf nach Constantine vorangetrieben. Um diesen Korridor zu sichern, wurden europäische Siedlungen angelegt. Zur wirtschaftlichen Stärkung der Region wurde 1859 mit der Errichtung der Eisenbahnstrecke zwischen Constantine und Philippeville und fast zeitgleich 1860 mit den Bauarbeiten für einen modernen Hafen begonnen. 1883 wurde die Stadt von einem Erdbeben erschüttert. Zu Beginn des Ersten Weltkriegs – am Morgen des 4. August 1914 – beschoss ein Schiff der deutschen Mittelmeerdivision, die Goeben, Philippeville. Die Breslau beschoss zeitgleich den Hafen von Bône.
Die Bevölkerung bestand keineswegs nur aus rechtsgerichteten Siedlern. Die sozialen Kämpfe der Metropole wurden auch in Algerien geführt. Der Triumph des linken Front populaire bei den französischen Parlamentswahlen führte in der Stadt am 14. Juni 1936 zu Freudenkundgebungen mit rund 3000 in den Straßen defilierenden Menschen.
Im Algerienkrieg konnten die französischen Truppen der Aufständischen häufig nicht habhaft werden. Immer wieder töteten sie wahllos Zivilisten, folterten Gefangene und zerstörten ihre Dörfer. Ein in Skida besonders aktiver Folterer war Paul Aussaresses. Die FLN ließ darauf am 20. August 1955 in Philippeville 123 Menschen ermorden: 71 Europäer, darunter Kinder, und der Kollaboration verdächtige Araber („Massaker von Philippeville“). Zwar antwortete Frankreich mit weiteren Repressalien – massenhafte Erschießungen und Artillerie- und Luftbombardements töteten zwischen 3000 und 5000 Algerier – doch hatte die Menge an der Beerdigung der 71 Europäer die vom Gouverneur Jacques Soustelle geschickten Trauerkränze mit Füßen getreten. Der britische Historiker Alistair Horne gibt die Zahl der allein für die Rächung dieses Terrorakts getöteten Algerier mit 12.000 an. Ab 1956 gehörte Philippeville bis zum Kriegsende zum französischen Verwaltungsgebiet Wilaya 2, das dem IGAME-Militärkommando in Constantine unterstellt war. Nach der Unabhängigkeit von Frankreich 1962 wurde die Stadt in „Skikda“ umbenannt.

## Skikda heute

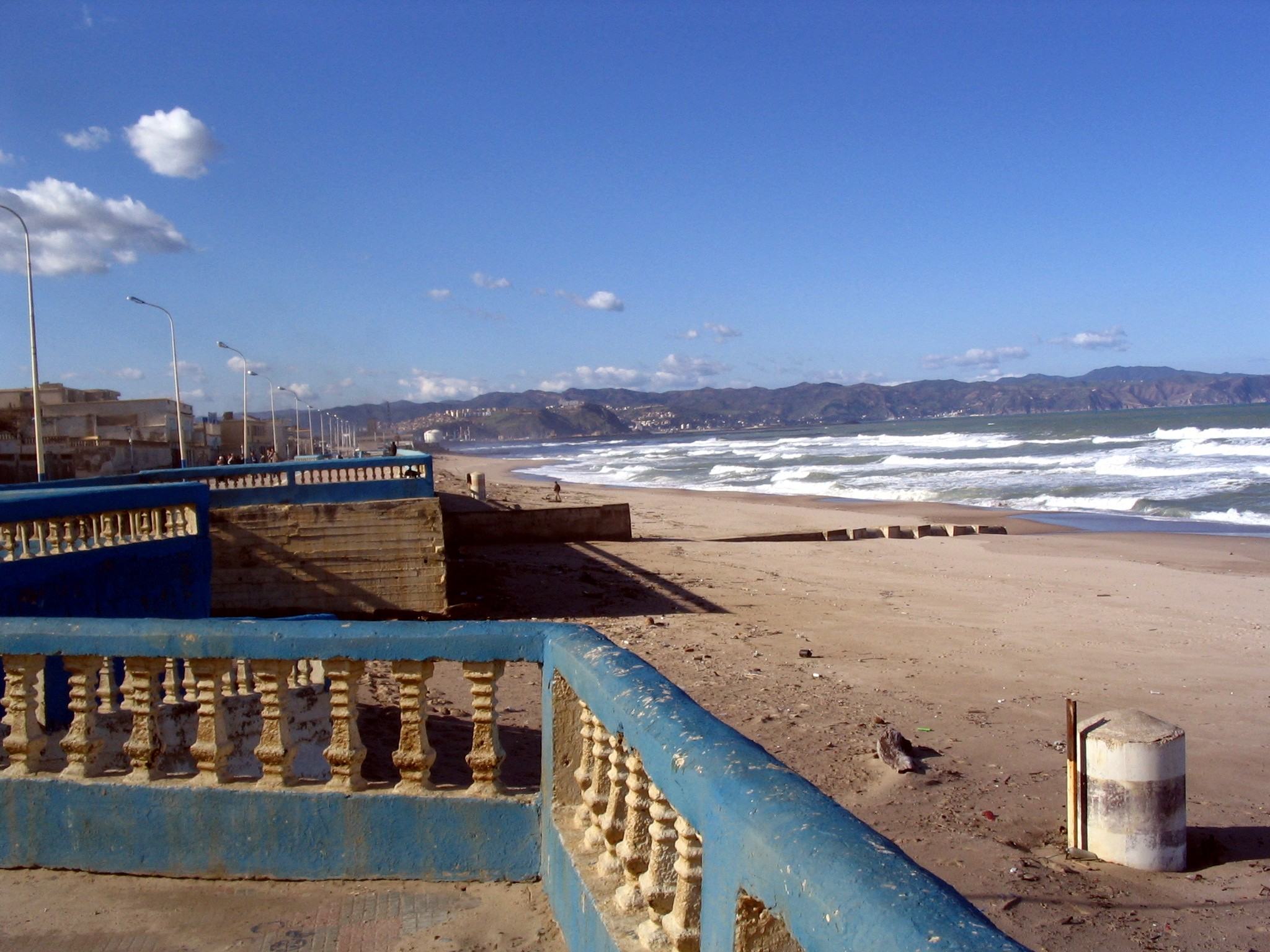
Bucht von Skikda

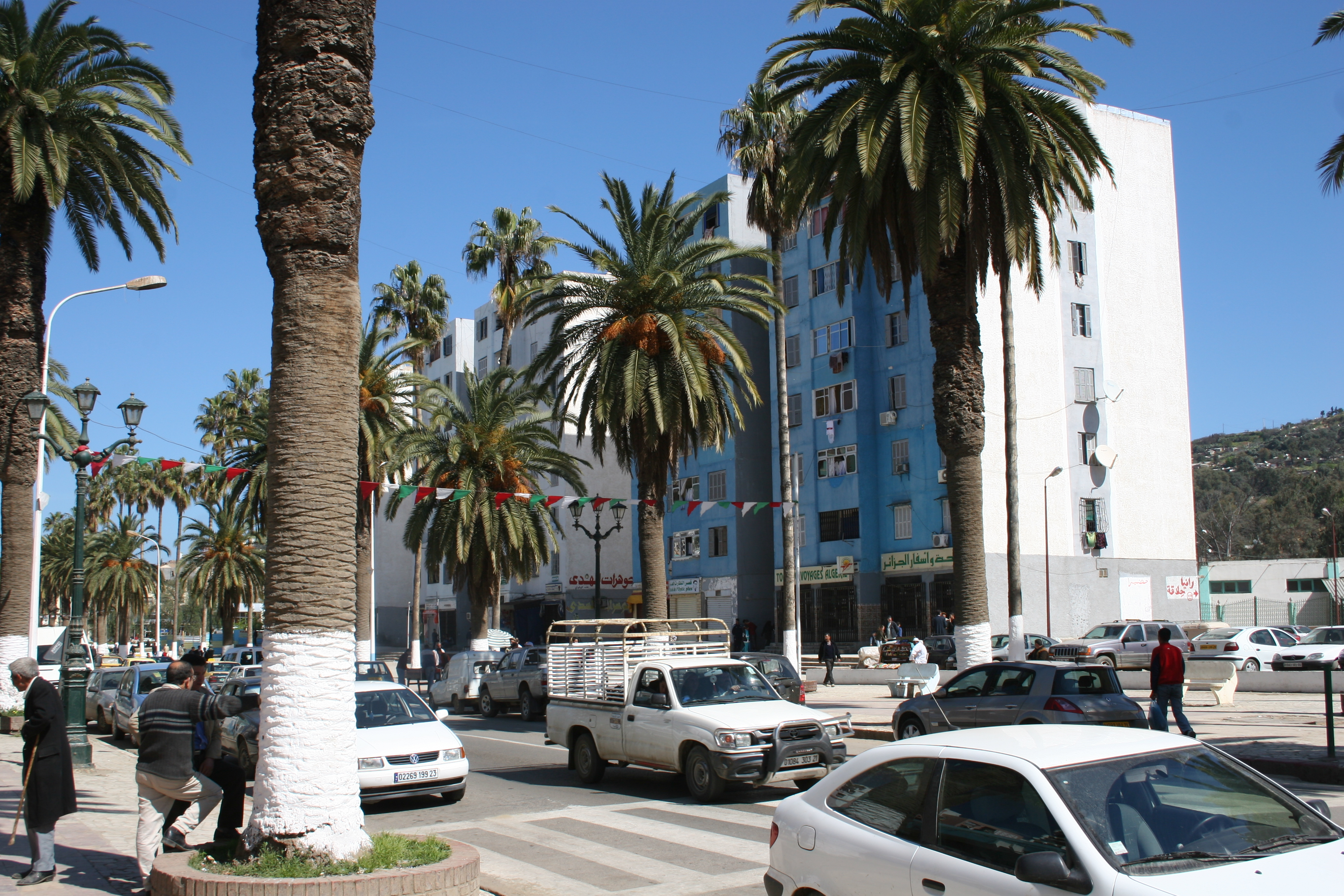
Straßenszene in Skikda

Nach einer Berechnung für 2012 zählt die Stadt 174.554 Einwohner. Sie wächst stetig durch den wirtschaftlichen Sog der petrochemischen und Gas-Industrie, die die Umwelt sichtbar stark belastet. Die Stadt ist dennoch in den Sommermonaten ein beliebtes Reiseziel inländischer Touristen und verfügt neben dem weiträumig liegenden Hafengelände über Badestrände entlang einer der Nordseite angegliederten Strandpromenade.
Der blutige Bürgerkrieg in den 1990er Jahren ging großteils an Skikda vorbei. Nur vereinzelt kam es zu willkürlichen Terrorakten, wobei die weiter anhaltenden Spannungen im politischen Geflecht Algeriens auch in Skikda für eine Radikalisierung von Ansichten gesorgt haben, und die Freizügigkeit der Einwohner einer starken, gesellschaftlichen Kontrolle gewichen ist.

## Wirtschaft und Infrastruktur
Die Wirtschaft der Region basiert auf den regen Hafenaktivitäten. Es gibt einen Fischereihafen, einen Containerhafen und einen Gas- und Ölhafen. Hauptexportartikel sind verflüssigtes Erdgas und petrochemische Produkte. Skikda verfügt über eine der weltgrößten Heliumgewinnungsanlagen, einer deutsch-algerischen Gesellschaft (Linde-Sonatrach). Das Helium wird aus Erdgas gewonnen, das in den 600 km südwestlich gelegenen Lagerstätten Hassi R’Mel gefördert und via Pipeline nach Skikda transportiert wird. In den 750 km südlich gelegenen Feldern um die Oase Hassi Messaoud wird Erdöl gefördert und ebenfalls via Pipeline nach Skikda transportiert. In der mehreren km² großen Industriezone sollen bis in das Jahr 2008 weitere Projekte verwirklicht werden unter anderem ein 825 MW Kraftwerk zur Versorgung der Region und der Industriezone.
Der Hafen verfügt über einen Gleisanschluss und einen Kopfbahnhof der Société nationale des transports ferroviaires algériens. Die Stadt ist Ausgangspunkt einer der längsten Fernstraßen des Landes, der Nationalstraße 3.

## Persönlichkeiten
- Pierre Blanchar (1892–1963), französischer Schauspieler und Filmregisseur
- Ahmed Oudjani (1937–1998), algerisch-französischer Fußballspieler
- Dalil Boubakeur (* 1940), liberaler muslimischer Geistlicher
- Jean-Louis Comolli (1941–2022), französischer Filmkritiker, Drehbuchautor, Filmregisseur und Jazzautor
- Jean-Paul Céléa (* 1951), französischer Kontrabassist
- Malek Chebel (1953–2016), Religionsanthropologe und Schriftsteller
- Abdellah Dschaballah (* 1956), algerischer Politiker
- Éric Stéfanini (* 1963), französischer Fußballspieler
- Fadel Settara (* 1975), Fußballspieler

## Klimatabelle
|                       | Jan  | Feb  | Mär  | Apr  | Mai  | Jun  | Jul  | Aug  | Sep  | Okt  | Nov  | Dez  |   |      |
| Mittl. Tagesmax. (°C) | 16,1 | 16,6 | 17,5 | 19,5 | 22,2 | 25,1 | 28,4 | 28,9 | 27,3 | 24,3 | 20,5 | 17,1 | ⌀ | 22   |
| Mittl. Tagesmin. (°C) | 8,0  | 7,9  | 8,8  | 10,7 | 13,5 | 16,7 | 19,4 | 20,2 | 18,5 | 15,3 | 11,6 | 8,9  | ⌀ | 13,3 |
|                       |      |      |      |      |      |      |      |      |      |      |      |      |   |      |
| Niederschlag (mm)     | 115  | 94   | 76   | 61   | 30   | 13   | 3    | 10   | 30   | 75   | 99   | 123  | Σ | 729  |
|                       |      |      |      |      |      |      |      |      |      |      |      |      |   |      |
| Sonnenstunden (h/d)   | 4,5  | 5,5  | 6,7  | 7,4  | 9,0  | 10,2 | 11,5 | 10,4 | 8,6  | 6,5  | 5,2  | 4,3  | ⌀ | 7,5  |
|                       |      |      |      |      |      |      |      |      |      |      |      |      |   |      |
| Regentage (d)         | 11   | 9    | 11   | 8    | 4    | 2    | 1    | 1    | 4    | 8    | 9    | 11   | Σ | 79   |
|                       |      |      |      |      |      |      |      |      |      |      |      |      |   |      |
| Wassertemperatur (°C) | 15   | 14   | 15   | 16   | 18   | 21   | 24   | 25   | 24   | 22   | 19   | 16   | ⌀ | 19,1 |
|                       |      |      |      |      |      |      |      |      |      |      |      |      |   |      |
| Luftfeuchtigkeit (%)  | 75   | 75   | 75   | 75   | 76   | 75   | 73   | 75   | 75   | 74   | 75   | 75   | ⌀ | 74,8 |

| 8,0 |

| 7,9 |

| 8,8 |

| 10,7 |

| 13,5 |

| 16,7 |

| 19,4 |

| 20,2 |

| 18,5 |

| 15,3 |

| 11,6 |

| 8,9 |

| 8,0 |

| 7,9 |

| 8,8 |

| 10,7 |

| 13,5 |

| 16,7 |

| 19,4 |

| 20,2 |

| 18,5 |

| 15,3 |

| 11,6 |

| 8,9 |